# Shroud of the Avatar: Forsaken Virtues
Shroud of the Avatar: Forsaken Virtues (SotA) est un jeu vidéo de rôle médiéval fantastique. Décrit comme étant un successeur spirituel à la série Ultima, Shroud of the Avatar est principalement développé par Richard Garriott en qualité de directeur artistique, Starr long comme producteur exécutif, Chris Spears en tant que concepteur technique principal, et Tracy Hickman en tant que scénariste. Shroud of the Avatar est sorti en mars 2018.
L'existence de Shroud of the Avatar: Forsaken Virtues a été annoncé publiquement le 8 mars 2013, à Austin, Texas, où est basé le studio de développement Portalarium. Il est le premier d'une série de cinq épisodes, dont chacun va prolonger l'histoire et ajouter du contenu. L'axe principal du développement repose sur les choix du joueur et la découverte. Les principaux aspects du game-play ont été présentés comme une alternative aux RPG existants. L'univers est basé sur la série Ultima, même s'il sera différent pour des questions de droits, Ultima étant la propriété de Electronic Arts. Tracy Hickman écrira l'histoire. Le jeu est en partie financé grâce à une collecte de fond Kickstarter qui a permis de récolter 1,9 million de dollars.
Le financement se poursuit grâce à la vente d'objets et de services virtuels pour le jeu (ex. : des maisons ou des terrains pour les personnages joueurs), de produits dérivés. De plus le Dungeon kit est disponible pour les soutiens qui ont financé 400 $ ou plus

## Caractéristiques et système de jeu
Shroud of the Avatar propose une carte du monde à double niveau, dans le même style que Mount and Blade. Il contient également un système d'artisanat et d'habitations. Grâce au dépassement des objectifs financiers lors de la campagne Kickstarter, le jeu devrait aussi comprendre un système météorologique complet, des animaux familiers, des instruments de musique interactifs et des combats entre guildes.
En plus d'être jouable en mode solo et en mode multijoueur, le jeu permettra un mode de jeu hybride qui n'affichera en jeu que les amis. En version solitaire hors ligne, le jeu sera sans DRM.
Dans Shroud of the avatar, les personnages n'ont pas de classe comme dans les jeux de rôle classiques. Au lieu de cela, ils ont la possibilité d'utiliser toutes les compétences et de se spécialiser dans certaines d’entre elles. Le niveau d'une compétence s'améliore à force d'entrainement. A contrario, ne pas utiliser une compétence pendant longtemps entraîne une perte de niveau de celle-ci.
Le système d'artisanat repose sur trois niveaux de compétences : l'exploitation des matières premières, les compétences de raffinage et les compétences de production.
Le système de dialogue avec les PNJ se fait au travers de réponses dactylographiées comme dans les premiers jeux vidéo de rôle dans les années 80. Ce système a pour but d'amener les joueurs à l'exploration et à l'expérimentation.